# Indiana Jonesstrip
De Indiana Jonesfranchise bevat een groot aantal stripseries. Van 1983 tot 1986 had Marvel Comics de rechten in handen, maar gaf deze later door aan Dark Horse Comics. Die gaf nieuwe strips uit van 1992 tot 1996. Na een pauze van 12 jaar, werd na de bijhorende Indiana Jonesfilm ook in 2008 een stripverhaal uitgegeven.

## Marvel Comics
Marvel publiceerde onder andere stripversies van de films Raiders of the Lost Ark, Indiana Jones and the Temple of Doom, en Indiana Jones and the Last Crusade. De bewerking van Raiders of the Lost Ark bestond uit drie delen, die in 1981 werden uitgebracht.  De “Temple of Doom” bestond uit vier delen, en “The Last Crusade” weer uit drie.
In januari 1983 gaf Marvel Indiana Jones zijn eigen maandelijkse stripreeks getiteld The Further Adventures of Indiana Jones. Deze serie liep tot maart 1986 met een totaal van 34 delen. 

## Dark Horse Comics
Dark Horse Comics bemachtigde de rechten op Indiana Jones in 1990. Ze begonnen met een vierdelige stripversie van het videospel Indiana Jones and the Fate of Atlantis. Deze reeks liep van maart tot september 1991. 
Vanaf 1992 publiceerde Dark Horse de volgende stripseries:
- Indiana Jones and the Shrine of the Sea Devil (getekend en geschreven door Gary Gianni)

- Indiana Jones: Thunder in the Orient (zesdelig verhaal, geschreven en getekend door Dan Barry).

- Indiana Jones and the Arms of Gold (vierdelig verhaal. Geschreven door Lee Marrs en getekend door Leo Durañona.

- Indiana Jones and the Golden Fleece (tweedelig verhaal. Geschreven door Pat McGreal en getekend door Dave Rawson).

- Indiana Jones and the Iron Phoenix (vierdelig verhaal. Geschreven door Lee Marrs en getekend door Leo Durañona).

- Indiana Jones and the Spear of Destiny (vierdelig verhaal. Geschreven door Elaine Lee en getekend door Dan Spiegle).

- Indiana Jones and the Sargasso Pirates (vierdelig verhaal. Geschreven en getekend door Karl Kesel).

In februari 1992 begon Dark Horse tevens met het publiceren van stripversies van de televisieserie The Young Indiana Jones Chronicles. Deze verhalen werden geschreven door Dan Barry. De reeks liep een jaar. 
Slechte verkoopcijfers maakten dat een volgend gepland verhaal, Indiana Jones and the Lost Horizon, werd afgeblazen.
In mei 2008 verscheen een stripversie van de film Indiana Jones and the Kingdom of the Crystal Skull, geschreven door John Jackson Miller en getekend door Luke Ross. Van juni 2008 tot maart 20209 werd een nieuw vijfdelig verhaal uitgebracht: Indiana Jones and the Tomb of the Gods.